# بارك يو هان
بارك يو هان (الكورية: 박요한) هو لاعب كرة قدم كوري جنوبي في مركز الدفاع، ولد في 16 يناير 1989 في كوريا الجنوبية. لعب مع نادي غوانغجو.

## وصلات خارجية
- بارك يو هان على موقع دوري كوريا الجنوبية (الإنجليزية)
- بارك يو هان على موقع قاعدة بيانات كرة القدم.إي يو (الإنجليزية)
- بارك يو هان على موقع Soccerway.com (الإنجليزية)